# Zenit (càmera)

Càmera Zenit 122.

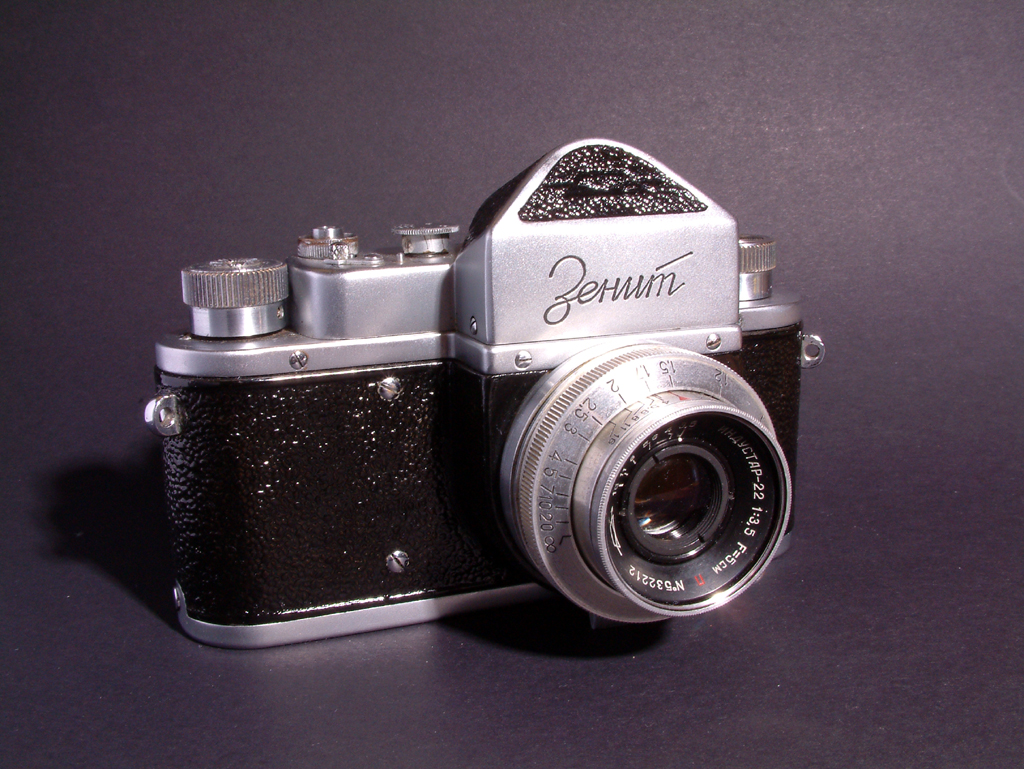
El primer model de la Zenit, 1952.

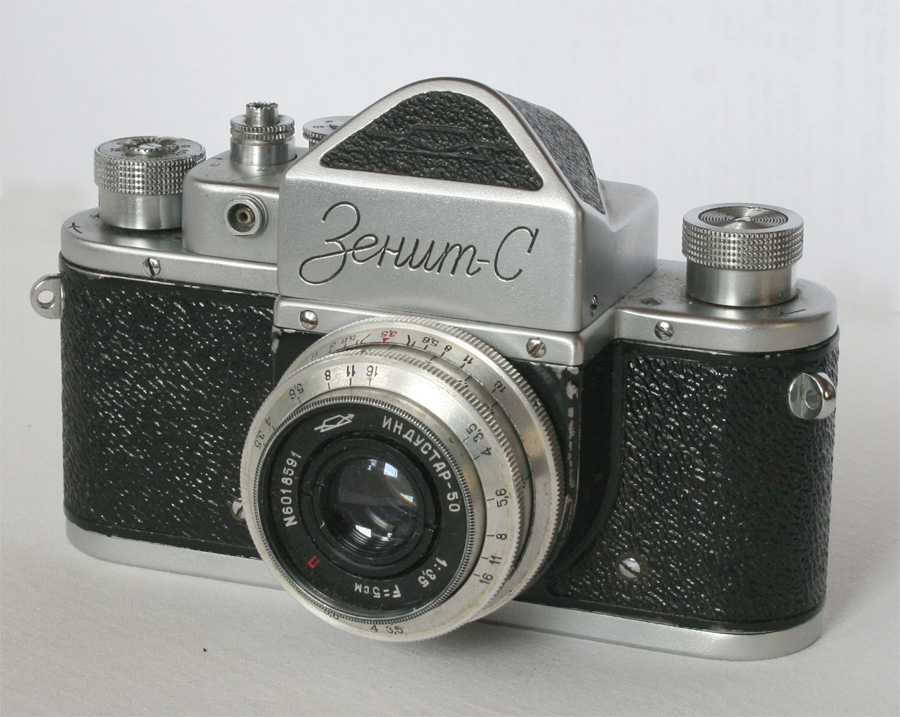
Zenit S (Sincronitzada), 1955.

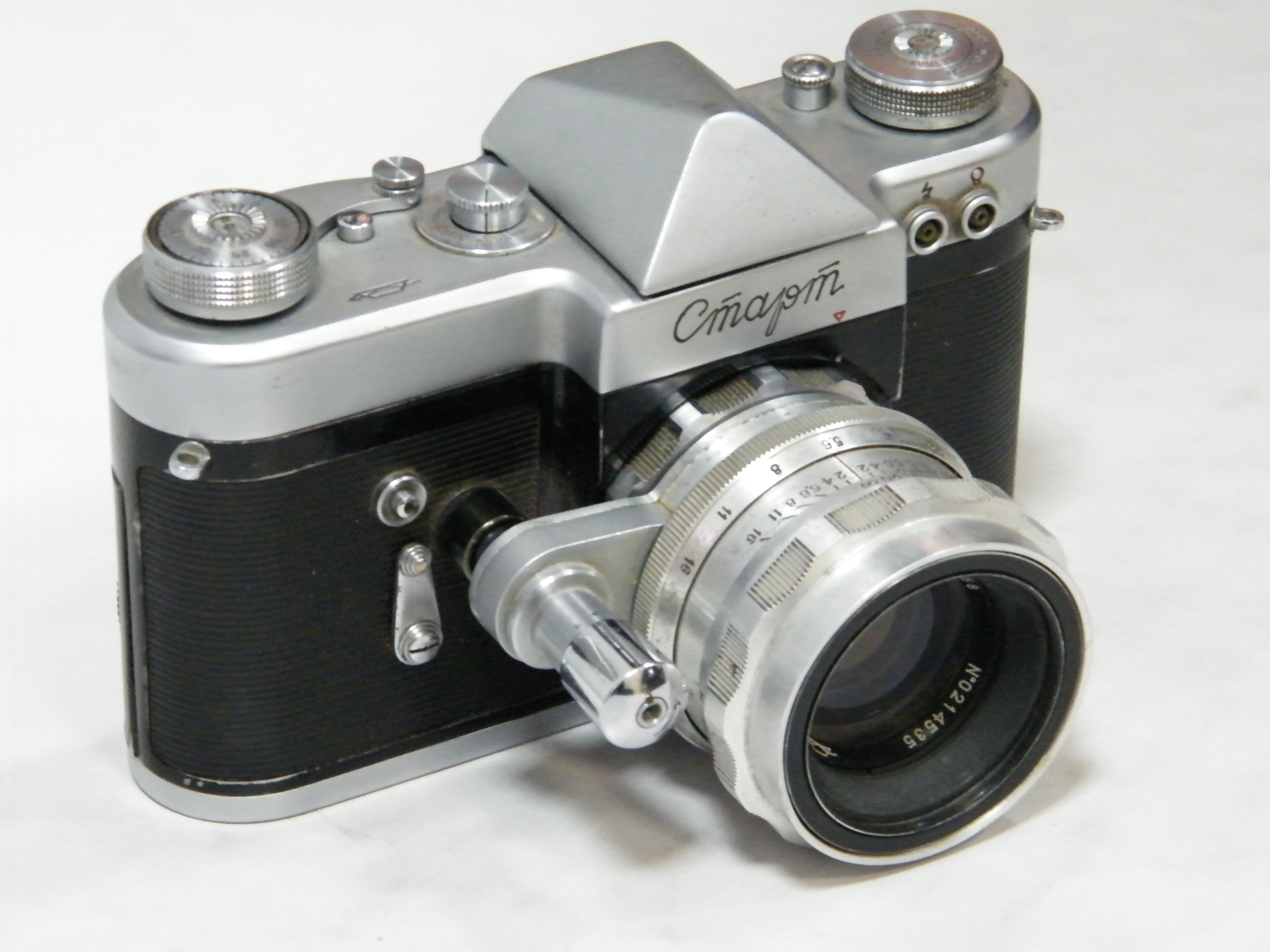
Zenit Start.

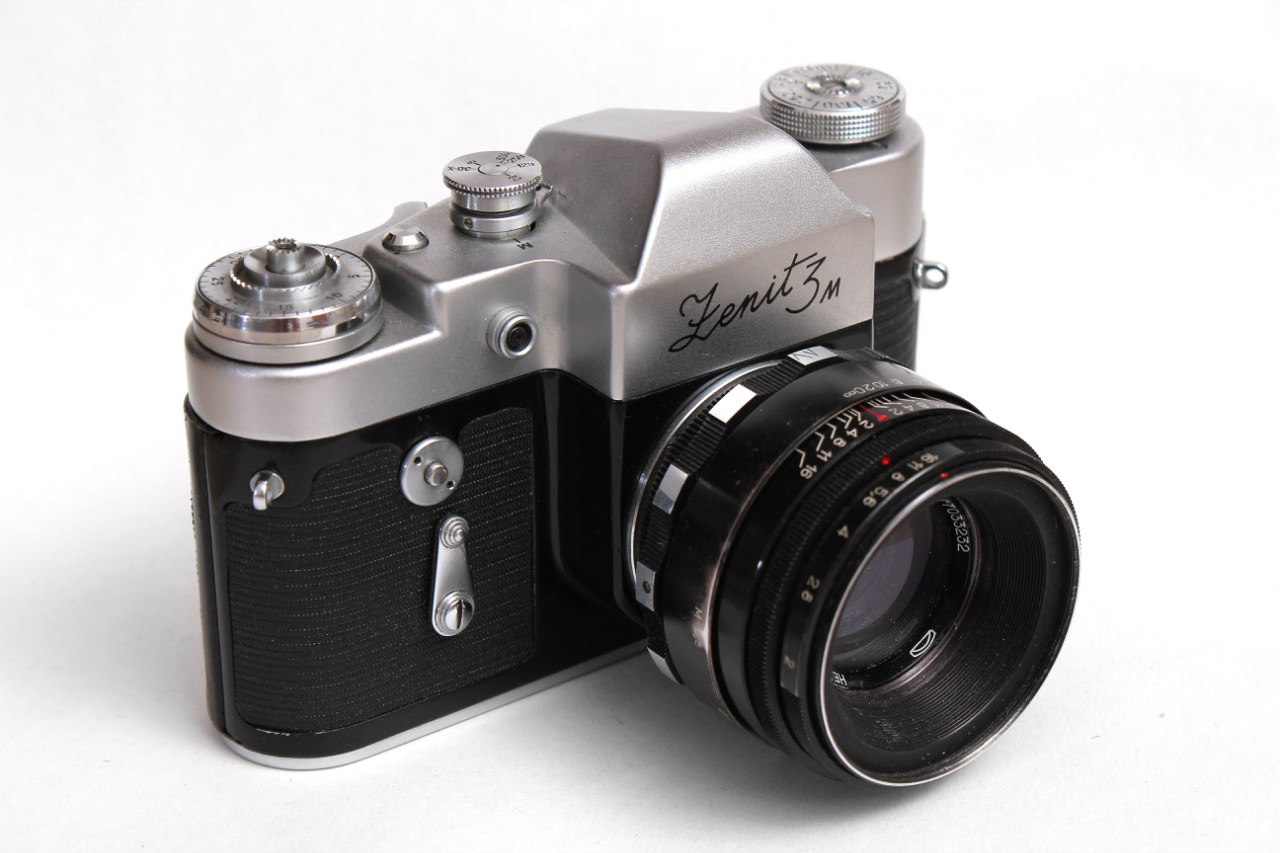
Zenit 3M.

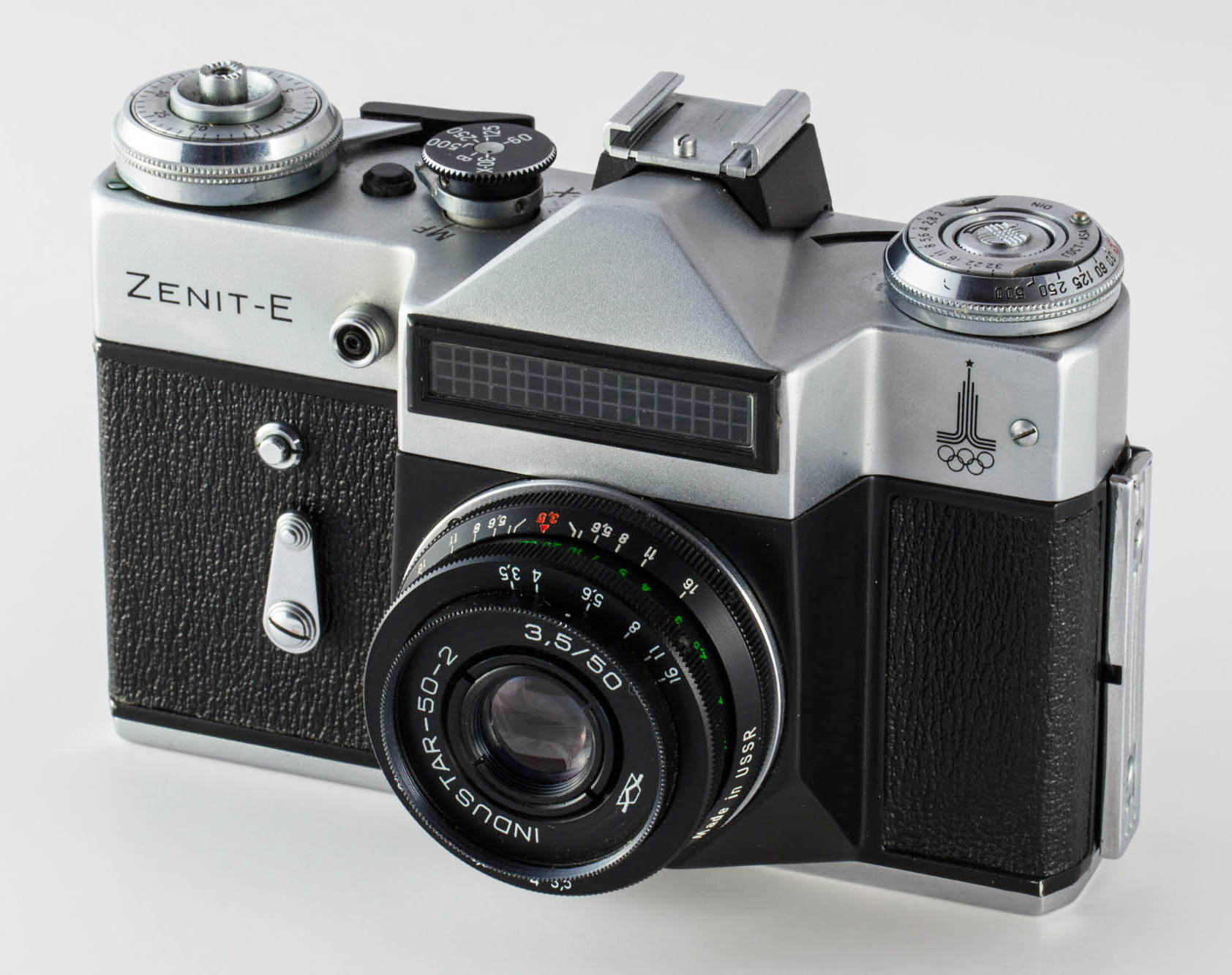
Zenit E amb objectiu Industar 50-2 50 mm f3,5 i fotòmetre de seleni.

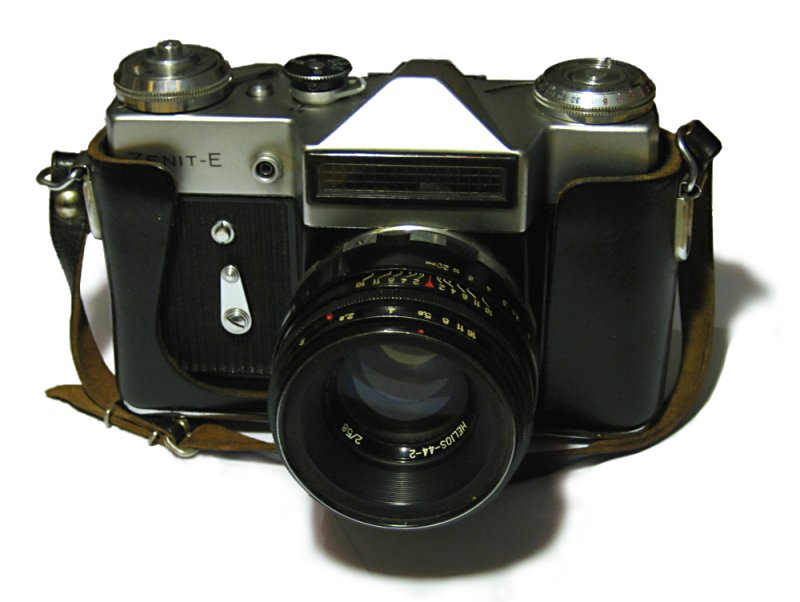
Zenit E amb objectiu Helis 44-2, 1971.

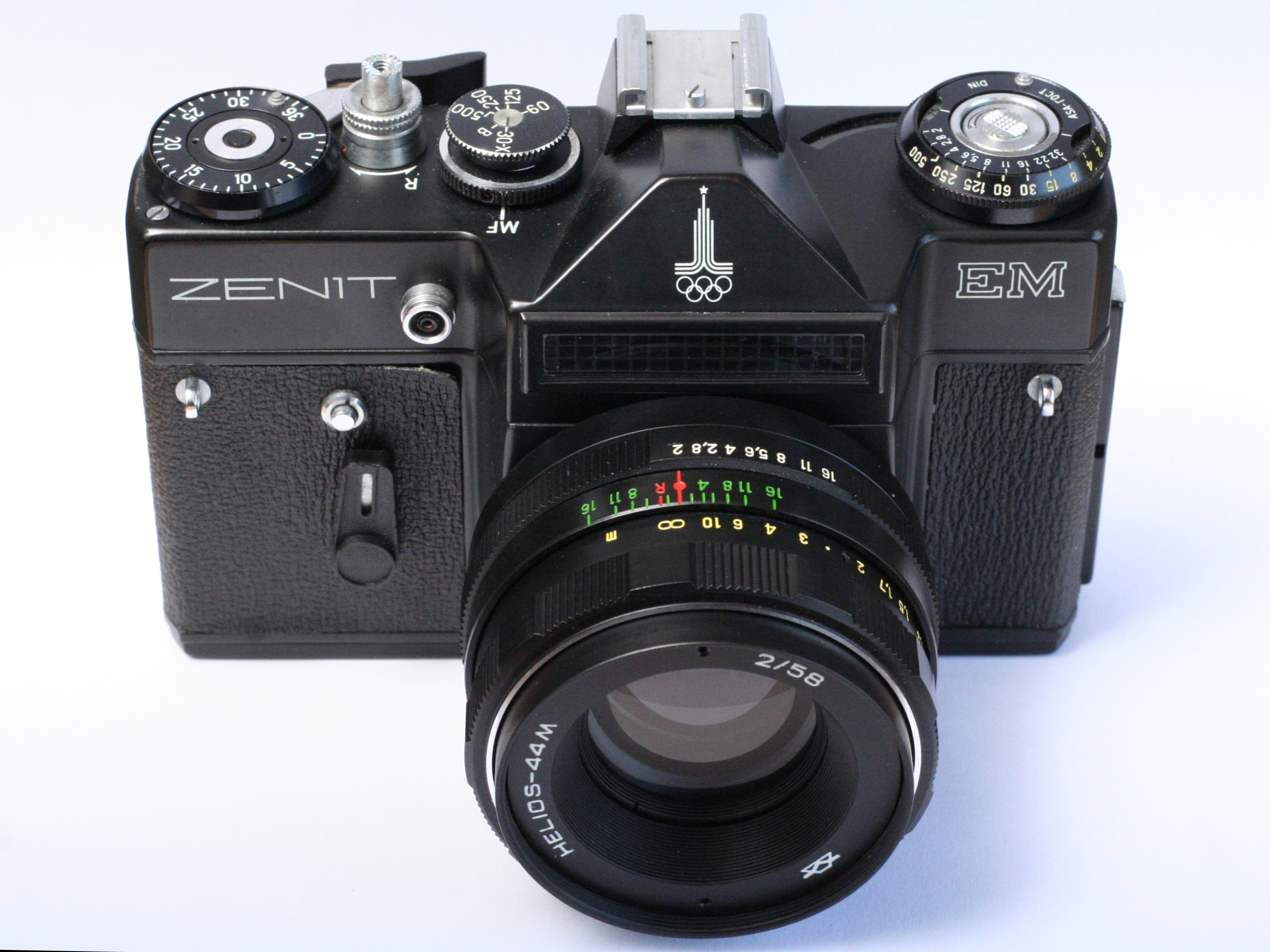
Zenit EM i Helis-44M 2/58 de 1978 Edició Commemorativa Jocs Olímpics de Moscou 1980.

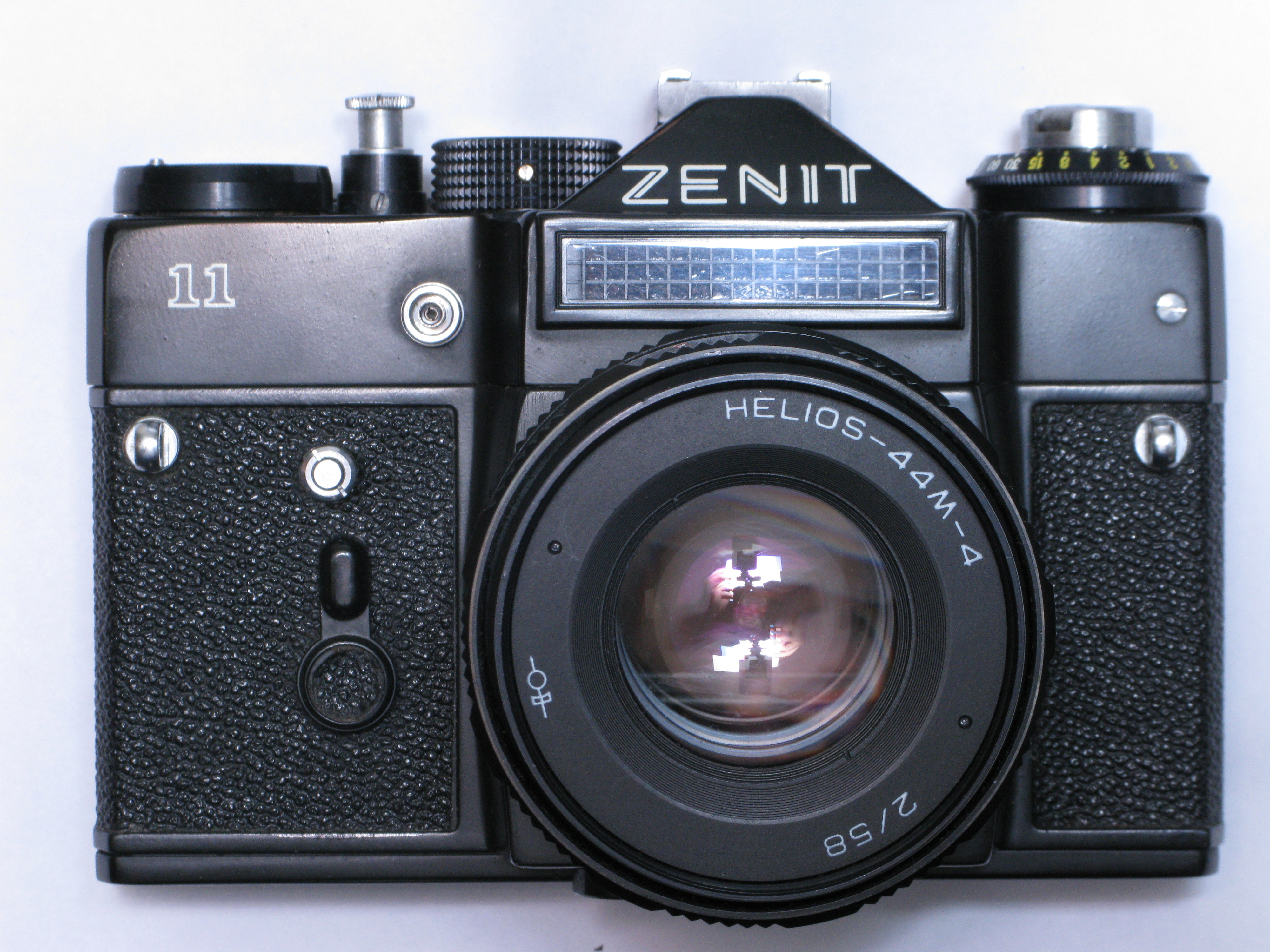
Zenit 11.

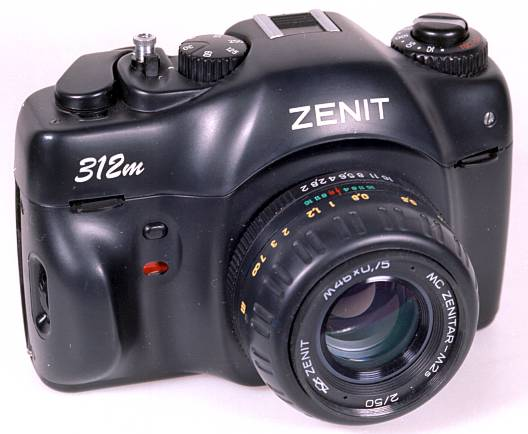
Zenit 312.

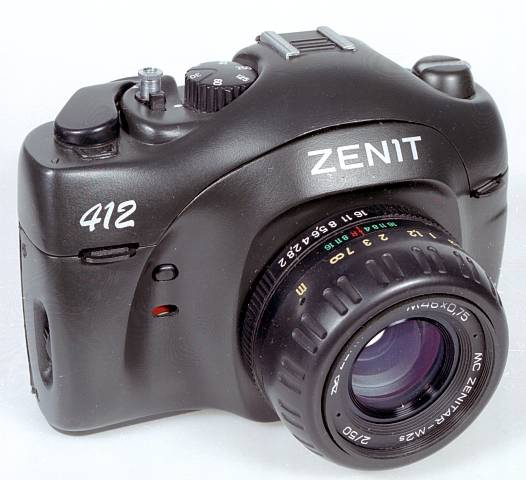
Zenit 412.

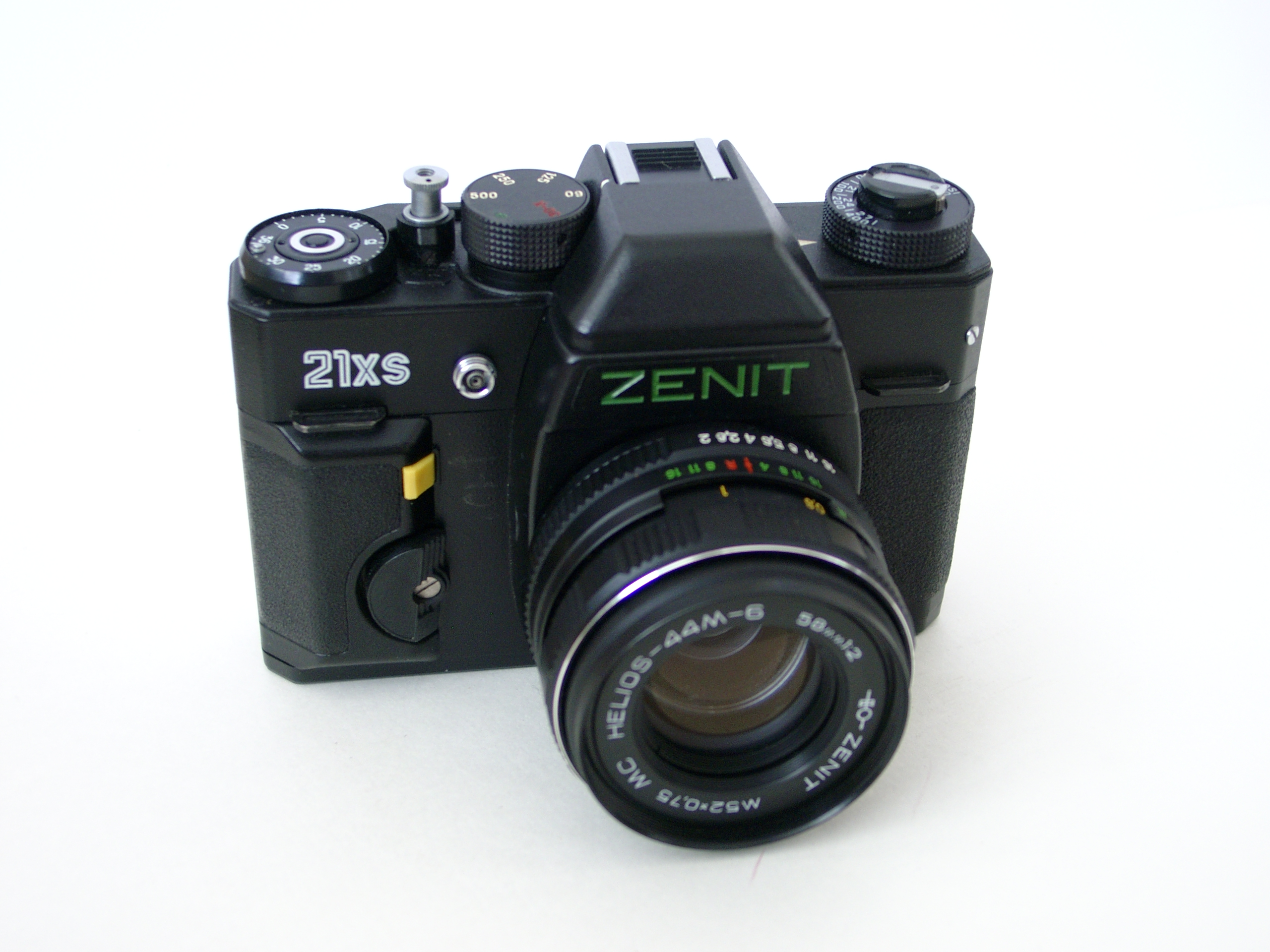
Zenit 21XS.

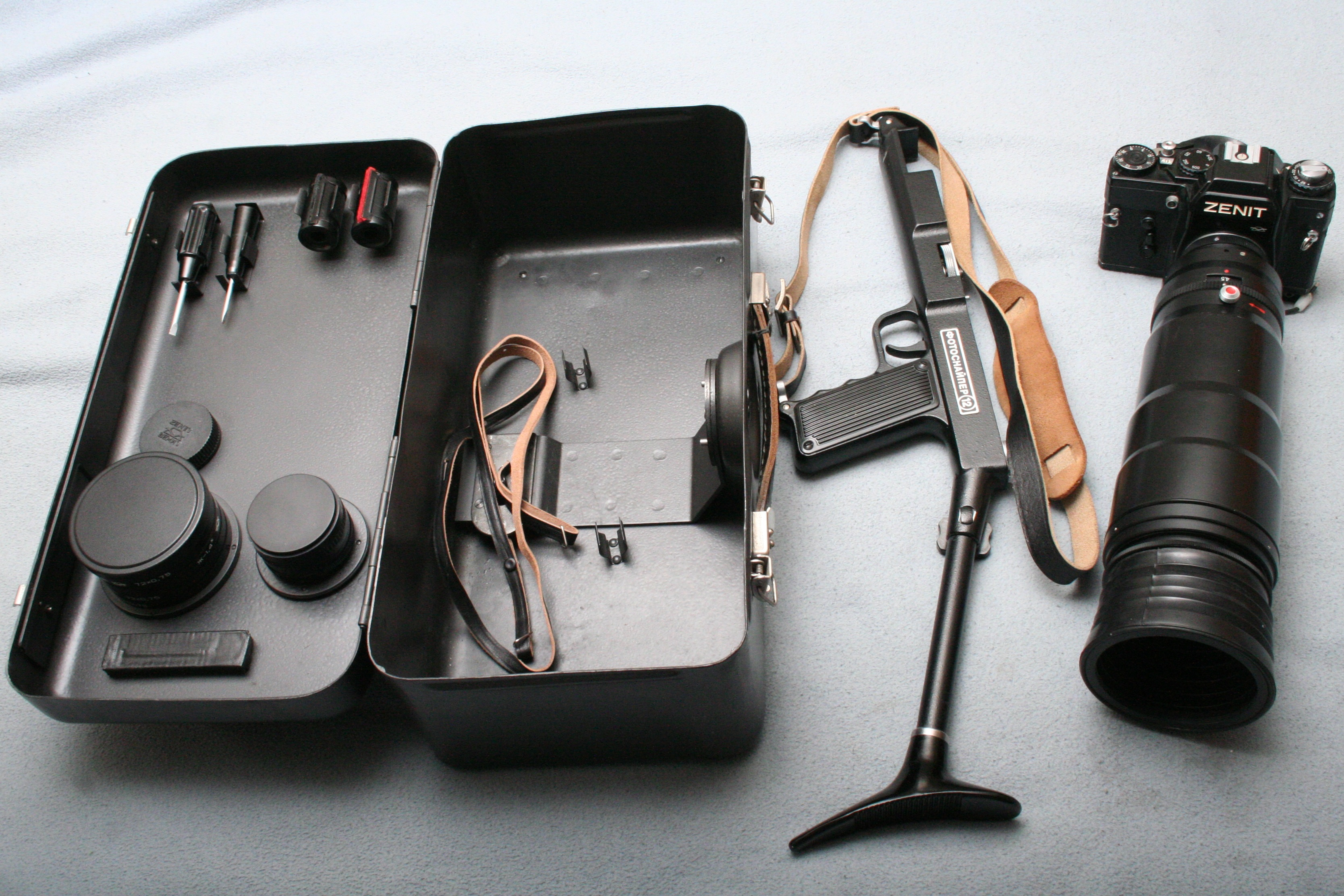
Zenit Fotosnaiper FS-12.

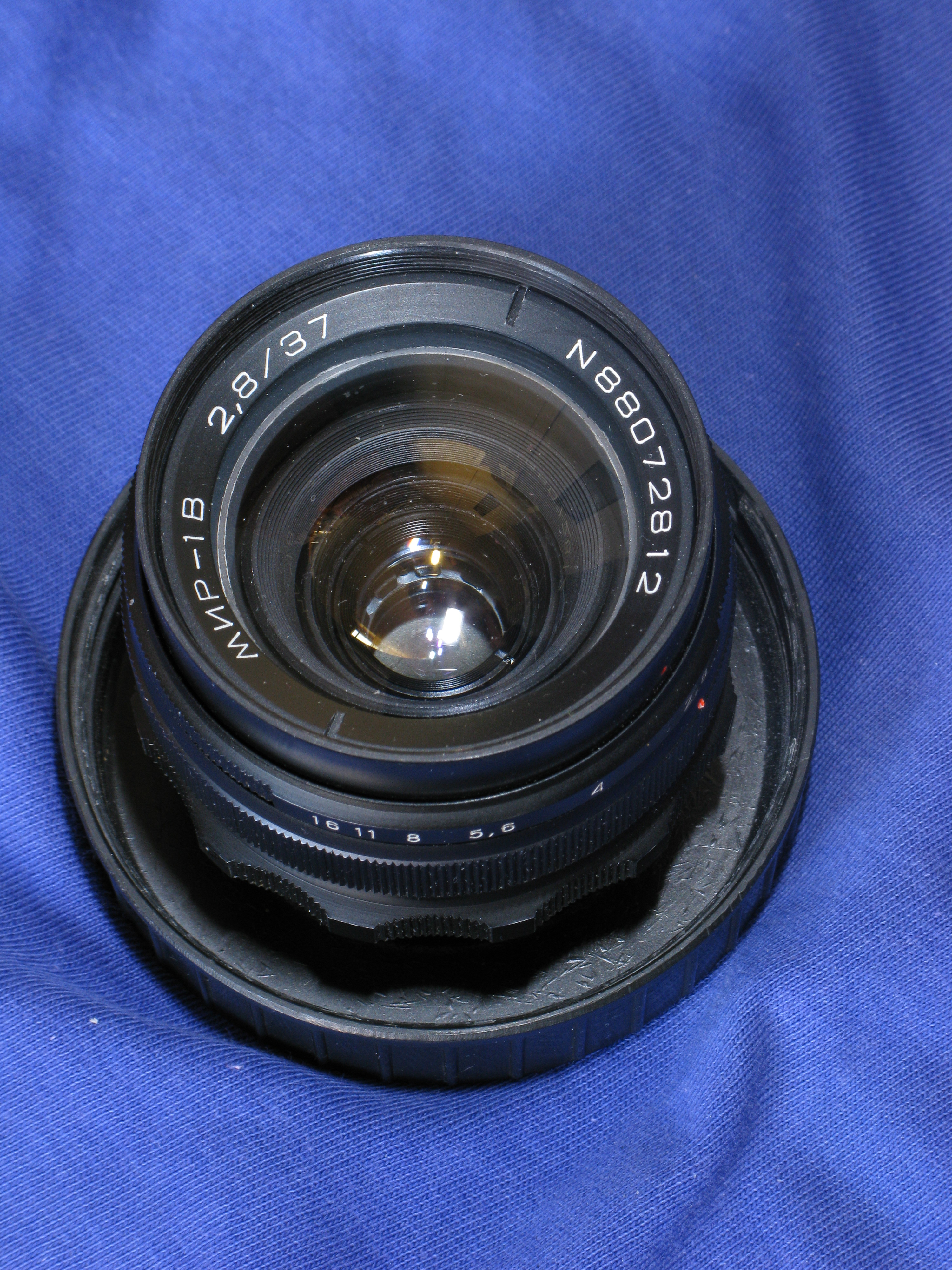
Vista frontal de l'objectiu Mir-1B de 37 mm f2,8 amb muntura M42.

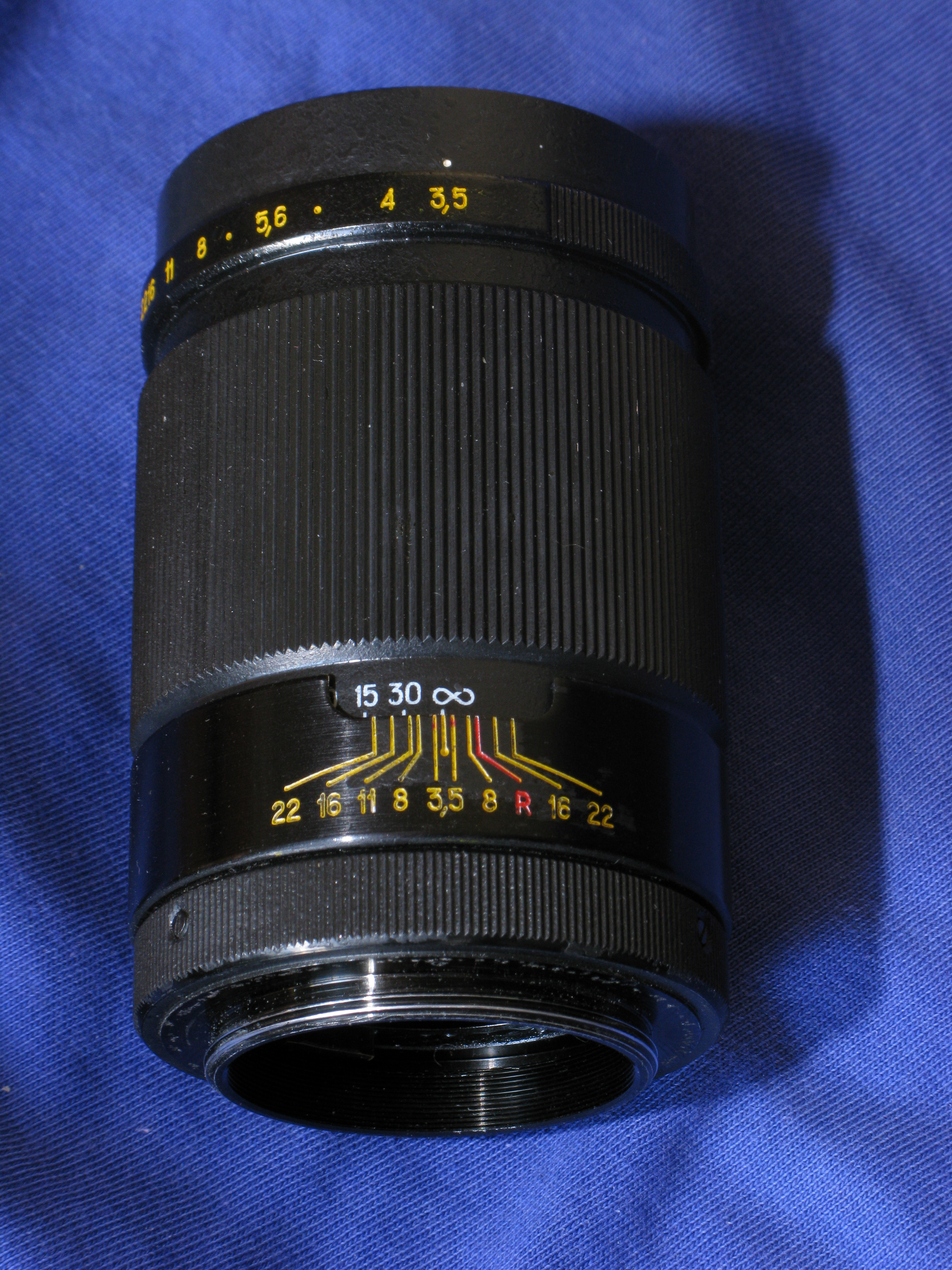
Vista superior de l'objectiu Júpiter-37A amb muntura M42.

Zenit (en rus: Зени́т) és una marca russa (i abans soviètica) de càmeres fotogràfiques. Els cossos d'aquestes càmeres han estat produïts per les fàbriques KMZ (Krasnogorskiy Mekhanicheskiy Zavod; Fàbrica Mecànica de Krasnogorsk) a partir de l'any 1952 i fins a 2005 a Moscou i BelOMO (Belorusskoe Optiko-Mechanichesckoye Obyedinenie; Associació opticomecànica de Belarús) des de la dècada de 1970 a Belarús i els objectius normals Helios-44 que majoritàriament les acompanyen van ser produïts també a Moscou, Valdai i Vileyka. La marca Zenit s'identifica principalment amb les càmeres SLR de 35 mm, encara que altres tipus de càmeres no réflex han estat designades amb aquest nom.

## Història

### Primers anys
La primera càmera Zenit estava basada en la càmera telemètrica Zorki (la qual era una còpia de la càmera Leica II). En transformar la Zorki a una càmera rèflex de lent única es va eliminar el telèmetre i es va reemplaçar per una pantalla de vidre mat i un prisma; es va afegir un mirall mòbil amb un sistema d'aparells, per a això es va haver de desplaçar la muntura de rosca de 39 mm cap endavant.
Durant els primers anys de producció (fins a la Zenit-E de 1967), el desenvolupament de la càmera Zenit era similar al de les càmeres Zorki.

### Algunes fites durant la producció
Entre els anys 1967 i 1969 KMZ va desenvolupar un sistema metal·lúrgic que va permetre la fabricació massiva de càmeres. La producció de càmeres va evolucionar al sistema de muntura de rosca de 42 mm. Així mateix, un mirall de tornada automàtica va ser incorporat. Això va conduir a la creació d'un dels models més coneguts, la Zenit-E, de la qual es van produir (incloent les seves subtipus) més de 16 milions d'unitats, convertint-se en un dels models de càmera més fabricats de tots els temps.
Cap a la fi del Segle XX, el llegat de la Zenit-E es va convertir en un obstacle per desenvolupar models de càmeres més moderns. Això es va deure al fet que gairebé totes les Zenits de baix preu, fins a la recent 412DX, estaven basades en el xassís que es va crear per la Zenit-E.
Les fites durant la producció de la línia Zenit-E van anar:
- La introducció d'un diafragma automàtic en el model Zenit-EM.
- El sistema de mesurament "a través de la lent" en la Zenit-TLL.
- Hi ha dues variants de Zenit 12XP, una més metàl·lica i sense telèmetre d'imatge partida i una altra posterior alguna cosa més plàstica i amb telèmetre d'imatge partida per primera vegada.
- L'evolució al sistema de muntatge de lents "Pentax K" en la Zenit-122K
- La introducció del codi DX (reemplaçant el controlador manual de velocitat ISO) en la Zenit-412DX.

## Els primers models

### Amb càrrega inferior de la pel·lícula
Zenit (sense nombre originalment, però ara de vegades anomenada Zenit 1)
Zenit S (S de flaix sincronitzat)
Zenit 3

### Amb càrrega posterior de la pel·lícula
Kristall
Zenit 3M

## Càmeres semiautomàtiques
Zenit 4
Zenit 5
Zenit 6

## Càmeres de la Sèrie Zenit E

### Models amb fotòmetre de seleni
Zenit E
Zenit EM
Zenit ET
Zenit 10
Zenit 11

### Models sense fotòmetre de seleni
Zenit V (també coneguda com a Zenit B, idèntica al model Zenit E però sense fotòmetre)
Zenit VM (també coneguda com a Zenit BM, idèntica al model Zenit EM sense fotòmetre)

## Càmeres amb mesurament a través de la lent i muntura M42
Zenit TTL
Zenit 12
Zenit 12xp, Zenit 12SD
Zenit 122
Zenit 122V (també coneguda com a Zenit 122B)
Zenit 312m
Zenit 412DX
Zenit 412LS

## Càmeres amb el mesurament a través de la lent i muntura Pentax K
Zenit 122K
Zenit 212K

## Càmeres amb muntura pròpia
Start
Zenit 7
Zenit D

## Càmeres automàtiques amb muntura M42
Zenit 16
Zenit 19
Zenit 18
Zenit MT-1 Sorpresa (variant mig quadre de la Zenit 19)

## Càmeres de la sèrie Zenit Ax amb muntura Pentax K
Zenit Avtomat
Zenit AM
Zenit AM2
Zenit APM
Zenit APK
Zenit KM
Zenit KM plus

## Prototips
Zenit
Zenit 22

## Càmeres fabricades només a Belarús
Zenit 15M
Zenit 12XS
Zenit 122 (diferent model respecte de la Zenit 122 de KMZ)
Zenit 21XS
Zenit 12PRO
Zenit 12XSL
Zenit 130

## Fotosnaiper
El Zenit Fotosnaiper és un kit per a preses amb teleobjectiu on la càmera se sosté i opera en realitat de la mateixa manera com es fa amb un rifle, d'aquí el nom "Fotosnaiper" Va ser originalment creat per a ús militar, però després modificat per a ús civil i exportació. Es van desenvolupar diversos models basats en alguna càmera Zenit amb modificacions.

### Models de producció
FS-2 (fabricat entre els anys 1944-1945, basat en una càmera FED de visor directe, culata de fusta i lent Tair-2 de 300mm f4,5)
FS-3 (fabricat entre els anys 1965-1982, basat en la Zenit-E i lent Tair-3FS de 300mm f4)
FS-12 (basat en les càmeres Zenit-TTL, Zenit-12 i consisteix en una càmera, una empunyadura de pistola, una culata, filtres de 72mm UV, taronja, verd i dos grocs, una lent Helios-44 de 58mm f2 amb tapa davantera, una lent Tair de 300mm f4.5 amb tapa davantera i parasol de goma tipus manxa, totes dues lents amb muntura M42, una tapa posterior per a lent amb muntura M42, dos tornavisos, dos xassís de pel·lícula de 35mm, ocular de goma per a la càmera, corretges i es completa amb un maletí de metall ad hoc en el qual es cargolen o fixen tots els elements anteriors)
FS-12-2 (basat en les Zenit-12)
FS-12-3 (basat en la Zenit-12)
FS-122-2 (basat en la Zenit-122 i lent Tair-3C de 300mm f4)
FS-122-3 (basat en la Zenit-122 i lent MC Tair-3C de 300mm f4)
FS-412 (fabricat entre els anys 2003-2005, basat en la Zenit-412DX)

### Prototips
FS-4 (basat en les Zenit-16 i lent Telezenitar de 300mm f4,5)
FS-4M (any 1981, basat en les Zenit-19 i lent MC Telezenitar-FS-M 300mm f4,5)
FS-5 (anys 1987 i 1989, basat en les Zenit Avtomat i lent MC Telezenitar-FS-M 300mm f4,5)
FS-122kt (basat en les Zenit-122K, lent de 400mm muntura Pentax K)
FS-312kt (basat en les Zenit-312M)

## Objectius
Les càmeres Zenit rèflex, originalment estaven equipades amb un objectiu normal Industar de 50 mm i diafragma f3,5 o 2,8. Es van fabricar diversos objectius normals marca Helis i Zenitar, però particularment inseparables de les càmeres Zenit, van resultar els Helios-44, en les seves diferents versions, de 58 mm i diafragma f2. Els granangulars eren els Mir de 20mm (Mir-20M), 28 mm f3,5 i el molt popular 37 mm f2,8 (Mir-1B). Els teleobjetcius molt associats a la Zenit van ser els Helios-40 de 85mm f1.5, els Júpiter de 85mm f2, el molt popular 135 mm f3,5 (Júpiter-37A), 180 mm, 200 mm, el Tair de 300 mm f4,5 acompanyat del Fotosnaiper i els Maksutov catadiòptrics de 500 mm i 1000 mm.